# ورزن
ورزن هي قرية في مقاطعة كرج، إيران. عدد سكان هذه القرية هو 287 في سنة 2006.